# Ingaret Giffard
Ingaret Giffard, dame Van der Post (5 février 1902 - 5 mai 1997) est une actrice et autrice britannique.

## Biographie
Née en Angleterre, elle vit avec sa famille pendant quatre ans en Inde, après quoi, de retour à Londres, elle commence à écrire des pièces de théâtre et à y jouer des rôles. Sa pièce Because We Must, avec Vivien Leigh et Alan Napier, est jouée au Wyndham's Theatre en 1937. 
Elle voyage au Soudan et en Afrique du Sud. Elle rencontre Laurens Van der Post à Londres en 1936, alors qu'il y travaille comme journaliste. Ils sont tous les deux mariés avant de se rencontrer et se marient ensemble en 1949.
Giffard présente son mari à Carl G. Jung, dont les techniques analytiques ont aidé sa mère. Les Van der Post déménagent en Suisse, où Jung a vécu, et deviennent membres de son cercle d'amis. Giffard elle-même se forme aux méthodes du psychologue.
Giffard a écrit une autobiographie intitulée The Way Things Happen, publiée en 1990 par William Morrow & Co.
Elle meurt cinq mois après son mari, en 1997.